# 両生類の減少

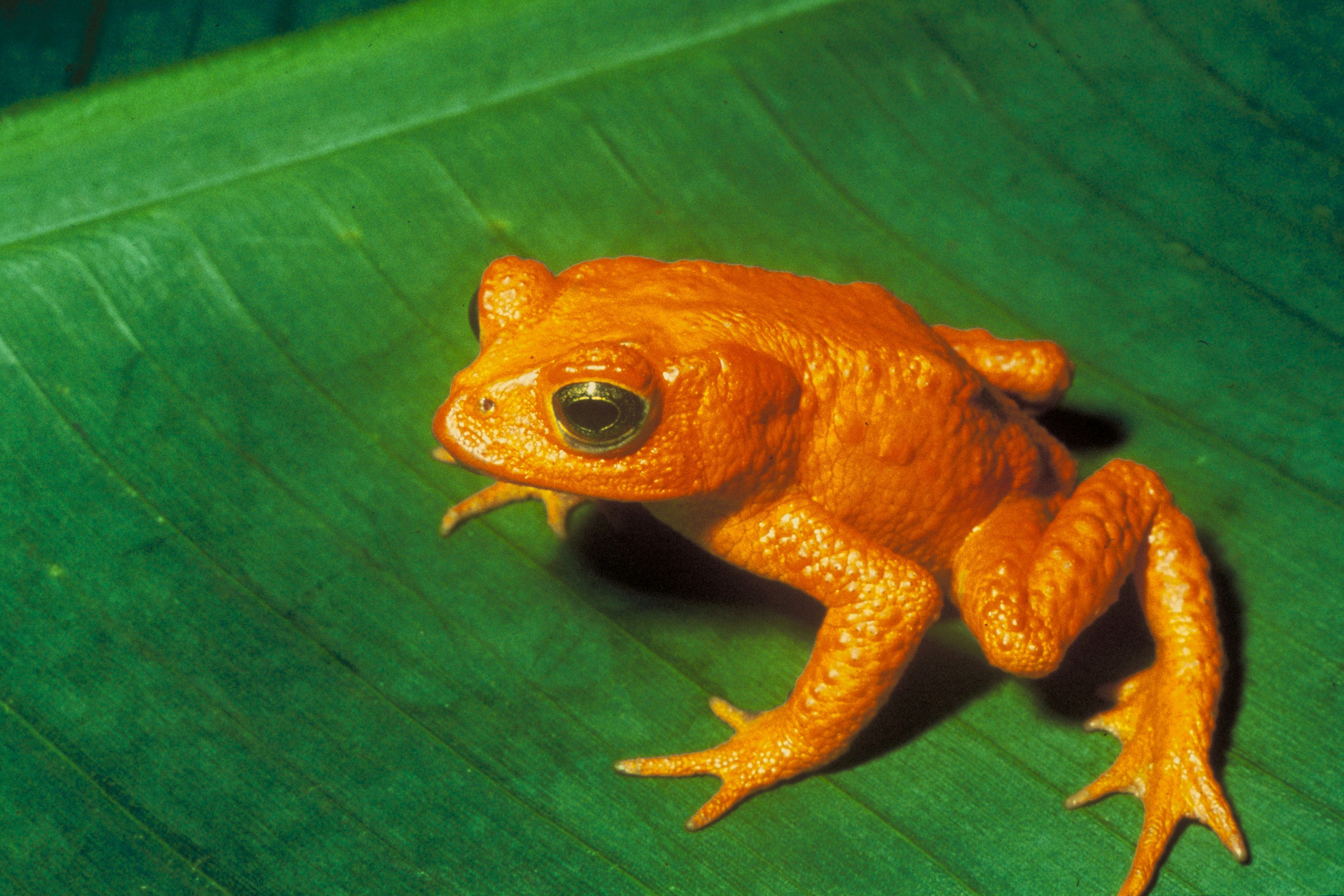
コスタリカのモンテベルデに生息したオレンジヒキガエルは両生類減少の初期の犠牲者のひとつ。かつては多数生息していたが、1989年以降発見されていない。

両生類の減少（りょうせいるいのげんしょう）とは、両生類の生息数減少、個体群消滅、および地域的絶滅などが発生する現象である。劇的な両生類の減少は、1980年代以降世界各地で注目されている。また両生類生息数の減少は、グローバルな生物多様性に対する最も重大な脅威のひとつとみなされている。生息地の破壊と改変・乱獲・汚染・外来種・気候変動・有害紫外線 (UVB) の増加・疾病など、多くの原因があると考えられている。しかし、両生類減少の原因は多くが未だよく理解されておらず、現在進行中の多くの研究のトピックとなっている。

## 背景
過去30年間、両生類（無尾類・有尾類・無足類を含むグループ）の生息数の減少が世界中で起こっていた。2004年の両生類学者の国際会議で、世界の両生類種の1/3が危機に晒されており、また1980年代以降120種以上が絶滅したようだと発表された。両生類の絶滅事例は世界的に発生しているが、特にアメリカ合衆国西部・中央アメリカ・南アメリカ・オーストラリア東部・フィジーで減少は深刻だとされている。人類の活動は世界の生物多様性に多くの損失を引き起こしているが、両生類は他の生物種よりはるかに大きな影響をこうむっているように見える。一般的に両生類は水生（幼生）と陸生（成体）の2ステージの生活環を持つため、陸上・水中両方の環境的要因に敏感となる。両生類の皮膚は浸透性が高く、鳥類や哺乳類のような他の生物種よりも環境中の毒物に脆弱であるのかもしれない。多くの科学者は両生類が「炭鉱のカナリア」としての役目を果たしていると信じている。すなわち、両生類の生息数と種の減少は、他の動植物のグループが危機に晒されるのが近いことを示していると考えている。
両生類の生息数の減少が最初に認識されたのは、1980年代に両生爬虫類学者の大規模な集会で、地球全体で両生類が減少していることが報告されたときである。これらの種の中で特に重要な役割を演じたのは、モンテベルデ（コスタリカ）のオレンジヒキガエル (Bufo periglines) であった。オレンジヒキガエルは1987年に個体数が急激に減少し、1989年に完全に見られなくなるまで科学的調査の対象となっていた。モンテベルデハーレクインフロッグ (Atelopus varius) を含むモンテベルデの他の種も同時に姿を消した。これらの種はモンテベルデ雲霧林保護区に所在し絶滅に地域の人間活動が関係することがありえなかったため、生物学者たちの関心を大いに集めた。

## 自然な生息数変動か問題のある減少か
1980年代末、両生類減少が保全の問題として最初に提起されたとき、幾人かの科学者たちはこの問題の真実性と重大性に半信半疑のままだった。何人かの生物学者は、両生類を含めほとんどの生物種の個体数は時間によって変動するのが当然と主張し、両生類生息数の長期的データが無いため、生物学者に報告された減少が、はたして保全の努力に要する（しばしば限られた）時間と金銭に値するのか決定するのが困難であると述べた。
しかし、この最初の懐疑論を越えて、生物学者たちは両生類生息数の減少が生物多様性に対する現実の、そして深刻な脅威であるという合意に達した。このコンセンサスが形成されたのは、両生類生息数をモニターした研究の増加、明白な原因を欠く未開地での大量死の直接観察、両生類生息数減少が自然界において真に地球規模で起きていることに気付いたことによる。

## 減少原因の仮説
両生類減少に対する仮説は多数提出されてきた。これらの仮説のほとんど、ないし全てが生息数減少のうちいくつかに関係するだろうと考えられている。そして個々の原因はある状況では影響しているが、他の場合には当たらない場合もあるとされる。原因のうち多くはよく理解されており、両生類と同様に他の生物種にも影響を及ぼしていると思われる。これらの原因は、生息地の改変または分断化・捕食者または競合種の移入・外来種・汚染・乱獲などである。しかし、両生類の減少・絶滅は、上記の影響が起こっていないであろう、未開の生息地でも多数発生している。 こちらの減少の原因は複雑だが、疾病・気候変動・紫外線の増加・汚染化学物質の風による長距離飛散に起因するといえる。

### 生息地改変
生息地の破壊と改変は、世界規模で両生類の種に影響を与える最も劇的な原因のひとつである。一般に両生類は生存に水中と陸上に生息地が必要であるため、いずれかの生息地への脅威が生息数に影響しうる。 従って、両生類は1つの生息地しか必要でない生物種よりも生息地改変に脆弱であると言える。

### 生息地分断化
生息地分断化は生息地が改変によって孤立するようなとき発生する。森林の小規模なエリアが農園に完全に取り囲まれるような場合である。このような分断された生息地で生存する小さな個体群は、しばしば近親交配・遺伝的浮動・環境のわずかな変動による絶滅を被る。

### 外来種
在来種でない捕食者や競合種もまた、その生息地のカエルの生存に影響を及ぼす。カリフォルニア州のシエラネバダ山脈の湖沼群に生息している mountain yellow-legged frog は、遊漁のため放流された外来魚（マス）のため減少した。成長中の幼生と小蛙が多数魚によって捕食された。3年間にわたりカエルの変態は阻害され、それらの生態系全体にわたる明白な衰退を引き起こした。サンフランシスコ州立大学の生物学者バンス・ブリーデンバーグはこの状況の実地調査を行い、その結果報告を受けて、アメリカ合衆国国立公園局は漁網による外来魚の駆除作業を行っている。

### 汚染物質
汚染物質がカエルに発生上の奇形（過剰肢や奇形眼）を引き起こしていることの明白な証拠がある。汚染物質はカエルにさまざまな影響を与える。あるものは中枢神経系を変化させ、アトラジンのような他のものはホルモンの生産と分泌を攪乱する。実験研究により、ラウンドアップのような一般に用いられている除草剤あるいはマラチオンやカルバリルのような殺虫剤への接触がオタマジャクシの死亡率を大幅に増加させることも証明した。また他の研究では、両生類の陸生の成体がラウンドアップ（特にPOEA、それ自体は殺虫剤ではなく界面活性剤）に弱いことが示された。アトラジンはアフリカツメガエルのオスの幼生に作用し雄性器と雌性器の両方を発達させることが示された。このような雌性化は世界各地で報告されている。
殺虫剤の影響のほとんどは地域的で農業地区の近辺に限られるように見える一方、合衆国西部のシエラネバダ山脈での、カリフォルニア州のヨセミテ国立公園のような自然地区への殺虫剤の長距離飛散の証拠もある。最近ではオゾンが世界的な両生類減少に寄与している要因である可能性の証拠もいくつかある。
両生類の卵や幼生は池や川の酸性度に敏感である。また成体も、土壌の酸性度の影響を受ける。このため、酸性雨による陸水や土壌の酸性化の影響も指摘されている。

### 疾病
多くの疾病が両生類の大量死や生息数減少に影響している。赤足病（原因菌 Aeromonas hydrophila）、ラナウイルス感染症（Iridiviridae科）、Anuraperkinsus 属による感染症、カエルツボカビ症などである。
なぜ複数の疾病が急に両生類の個体数に影響するようになったのかははっきりと判っていないが、いくつかの証拠が示唆するところでは、これらの病気は人間によって拡散したのかも知れないし、また他の環境要因と結びついてより毒性を増したのかもしれない。
ストレスの増加は疾病に対する抵抗力を下げるため、環境破壊・汚染・気候変動などが間接的に疾病の増加をもたらしているかもしれない。

#### 吸虫
扁形動物の寄生性吸虫（ジストマ）が、いくつかの地域での両生類の異常発育と生息数減少に関係しているという考慮すべき証拠がある。Ribeiroia 属であるこれらの吸虫は、3種の宿主をもつ複雑な生活環を有する。最初の宿主は水生巻貝の多数の種を含む。吸虫は幼生期の初期に水生オタマジャクシへ移動し、そこではメタケルカリア幼生は手足芽が発生する際に包嚢に包まれる。包嚢に包まれた生活段階は、変態後の過剰肢や欠損肢を含む発育異常を引き起こす。これらの奇形によりカエルが吸虫の最終宿主である水鳥に捕食される確率が高まる。

#### カエルツボカビ症
1998年、オーストラリアと中央アメリカでのカエルの大量死について研究チームは同じ結論に到達した。かつて記載されていなかった種の病原菌、Batrachochytrium dendrobatidis である。いまやオーストラリアとアメリカでの最近の両生類の大量絶滅がこの菌と関連していることは明らかである。この菌類は一般的には病原性でないツボカビとしてしられる Saprobes 科に属する。
Batrachochytrium dendrobatidis によって引き起こされる疾病はカエルツボカビ症 (chytridiomycosis) と呼ばれる。この病気に感染したカエルは皮膚の損傷と角質化を引き起こし、皮膚を通じた呼吸を不可能にして死に至らしめると考えられている。感染から死までの期間は、実験によって1–2週間であると判っている。
それに続く研究により、この菌はオーストラリアでは遅くとも1978年、北米では1970年代に出現したと確証された。最初に感染が記録されているカエルはアフリカツメガエル (Xenopus laevis) である。 ツメガエルは世界中のペットショップで売られ、研究室で使われているため、ツボカビがアフリカから移出されたというのはありうることである。

#### ラナウイルス
2008年11月14日朝日新聞の記事によると　麻布大・宇根有美准教授らが海外の論文を調べ、漁業に被害をもたらしているラナウイルスがカエルにも感染し、死因の多くを占めていると発表したという。
また、2009年6月11日読売では、前年9月にウシガエルの大量死が確認されラナウイルスの感染が確認されたとの記事が掲載され、更に同年11月アサヒ・ドットコムの記事では、2008年初夏にカスミサンショウウオへの感染と集団死が発見されており、ウシガエルの件発生地とは35キロ圏内とされていた。

### 気候変動
熱帯雨林のような生態系は驚異的な比率で破壊されており、利用可能な生息地を減少させている。また汚染物質はオゾン層を破壊し、カエルの敏感な皮膚に太陽光による損害をもたらし、さらに免疫系にも影響を与えている。
中南米では、エルニーニョによる乾燥が問題視されている。1988年から1990年にかけての乾燥が、オレンジヒキガエルなどの繁殖に悪影響を与えた可能性がある。

### 紫外線の増加
多くのほかの生物と同じく両生類も成層圏のオゾン層破壊による紫外線 (UVB) の増加に害を被っている。
損害の規模は生命段階、種、他の環境要因によって異なる。したがっていくつかの種には紫外線は卵や幼生のような初期の段階で害を与え、他の種では成体時により有害（たとえば眼の損傷）である。紫外線照射はある種や生命段階を殺さないかもしれないが、亜致死障害を引き起こすかもしれない。紫外線は気候変動・汚染物質・疾病と共同的に作用するかもしれない。
両生類は外温性であり、熱帯以外では体温を上げるために日光浴をする。このため、内温性動物より紫外線の影響を強く受ける。特に高山性のカエルは多くの紫外線を受けることになる。
両生類に対する紫外線の影響についてのほとんどの論文に関する最近の総説によると、自然なレベルの紫外線に晒された幼生には重大な致死性は見られなかったことがわかっている。さらに紫外線照射後の死亡率増加を報告する少数の研究は、種の生活史を考慮すると非現実的な実験条件で行われていた。例えば、通常倒木や石の下に産卵尾するサンショウウオの一種の卵は浅い水の中で直接日光に晒された。泳ぐことも隠れ家を見つけることも出来るオタマジャクシは避難場所を見つける可能性もないまま長期間紫外線を照射された。全体として、両生類は自然のレベルの紫外線からはいくつかの要因によって保護されている。すなわち卵の中の光回復酵素（フォトリアーゼ）、卵と幼生のメラニン色素、卵と発生段階の幼生を包むゼリーコートなどである。特に有効なのは、両生類が産卵するために使う湖や池の水の上層数センチメートルに含まれ、水をにごらせ紫外線を減する有機物である。
何百万年もの間、両生類は紫外線の害に対する効果的な防御を進化させてきた。自然な状況下での紫外線による死や変異は1種の両生類でさえも報告されていない。大気のオゾン減少による紫外線のいくらかの増加にもかかわらず、紫外線を両生類減少の要因とする証拠は極めて弱い。

### 騒音
無尾類の発声は高度に発達しており、彼らの繁殖行動は多くの場合音声を使用する。このことは人類の活動による騒音レベルの増大が減少に関連しているかもしれないことを示唆している。タイでの研究では、環境の騒音レベルの増加はいくつかの種では減少、他の種では増加に繋がることが示された。しかし広範囲の減少の原因であることを示してはいない。